# ユメユメエキスプレス
『ユメユメエキスプレス』は、ミルキィホームズの7枚目のシングル。2013年5月24日に響ミュージックから発売された。

## 概要
前作『キミのなかのワタシ』から7か月を経た、響ミュージック移籍後初のリリースとなるシングル。中山真斗が2曲とも作詞・作曲・編曲し、表題曲「ユメユメエキスプレス」に加え、「おいでスペクタクル！」とそれぞれのOff Vocalが収録されている。表題曲はテレビアニメ『カードファイト!! ヴァンガード リンクジョーカー編』のエンディング主題歌として、「おいでスペクタクル！」は『ミルキィホームズ ライブツアー2013 〜おいでスペクタクル！〜』のテーマソングとして使用されている。

## 収録曲
（全作詞・作曲・編曲：中山真斗（Elements Garden））
1. ユメユメエキスプレス [4:01]
  - テレビアニメ『カードファイト!! ヴァンガード リンクジョーカー編』エンディング主題歌
2. おいでスペクタクル！ [3:50]
3. ユメユメエキスプレス（Off Vocal）
4. おいでスペクタクル（Off Vocal）